# Teorema da decomposição de Helmholtz
No cálculo vetorial, o teorema de Helmholtz afirma que se o divergente e o rotacional de um campo vetorial são conhecidos em todo o espaço, então esse campo vetorial existe e é único, contanto que tanto o campo quanto seu divergente e rotacional caiam a zero suficientemente rápido no infinito. O teorema tem aplicações em muitas áreas da física e da matemática, como eletromagnetismo, cromodinâmica quântica e teoria de análise vetorial. Seu nome é dado em homenagem a Hermann von Helmholtz, médico e físico alemão com relevantes contribuições para a física, fisiologia, psicologia e filosofia.

## Enunciado
Seja um campo vetorial {\displaystyle \mathbf {F} (\mathbf {r} )} e definamos {\displaystyle \nabla \times \mathbf {F} \equiv \mathbf {C} (\mathbf {r} )} e {\displaystyle \nabla \cdot \mathbf {F} \equiv D(\mathbf {r} )}.
Se as seguintes condições são satisfeitas:
```

  

    

      

        

          
(

          
1

          
)

        

        

          
lim

          

            
r

            
→

            
∞

          

        

        

          

            

              

                
C

              

              
(

              

                
r

              

              
)

            

            

              
1

              

                
/

              

              

                
r

                

                  
2

                

              

            

          

        

        
=

        

          
0

        

      

    

    
{\displaystyle \left(1\right)\lim _{r\to \infty }{\frac {\mathbf {C} (\mathbf {r} )}{1/r^{2}}}=\mathbf {0} }

  

 e 

  

    

      

        

          
lim

          

            
r

            
→

            
∞

          

        

        

          

            

              
D

              
(

              

                
r

              

              
)

            

            

              
1

              

                
/

              

              

                
r

                

                  
2

                

              

            

          

        

        
=

        
0

        
,

      

    

    
{\displaystyle \lim _{r\to \infty }{\frac {D(\mathbf {r} )}{1/r^{2}}}=0,}

  

```

```

  

    

      

        

          
(

          
2

          
)

        

        

          
lim

          

            
r

            
→

            
∞

          

        

        

          

            

              

                
F

              

              
(

              

                
r

              

              
)

            

            

              
1

              

                
/

              

              
r

            

          

        

        
=

        

          
0

        

        
,

      

    

    
{\displaystyle \left(2\right)\lim _{r\to \infty }{\frac {\mathbf {F} (\mathbf {r} )}{1/r}}=\mathbf {0} ,}

  

```

então {\displaystyle \mathbf {F} (\mathbf {r} )} existe e é definido unicamente por
```

  

    

      

        

          
(

          
3

          
)

        

        

          
F

        

        
(

        

          
r

        

        
)

        
=

        
−

        
∇

        
U

        
(

        

          
r

        

        
)

        
+

        
∇

        
×

        

          
W

        

        
,

      

    

    
{\displaystyle \left(3\right)\mathbf {F} (\mathbf {r} )=-\nabla U(\mathbf {r} )+\nabla \times \mathbf {W} ,}

  

```

com
```

  

    

      

        

          
(

          
4

          
)

        

        
U

        
(

        

          
r

        

        
)

        
=

        

          
(

          

            

              

                
1

                

                  
4

                  
π

                

              

            

            
∫

            

              

                

                  
D

                  
(

                  

                    

                      
r

                      
′

                    

                  

                  
)

                

                

                  

                    
|

                  

                  

                    
r

                  

                  
−

                  

                    

                      
r

                      
′

                    

                  

                  

                    
|

                  

                

              

            

            

              
d

            

            

              
τ

              
′

            

          

          
)

        

        
 

        
 

      

    

    
{\displaystyle \left(4\right)U(\mathbf {r} )=\left({\frac {1}{4\pi }}\int {\frac {D(\mathbf {r'} )}{|\mathbf {r} -\mathbf {r'} |}}{d}\tau '\right)\ \ }

  

  e 

  

    

      

        
 

        
 

        

          
W

        

        
(

        

          
r

        

        
)

        
=

        

          
(

          

            

              

                
1

                

                  
4

                  
π

                

              

            

            
∫

            

              

                

                  

                    
C

                  

                  
(

                  

                    

                      
r

                      
′

                    

                  

                  
)

                

                

                  

                    
|

                  

                  

                    
r

                  

                  
−

                  

                    

                      
r

                      
′

                    

                  

                  

                    
|

                  

                

              

            

            

              
d

            

            

              
τ

              
′

            

          

          
)

        

        
,

      

    

    
{\displaystyle \ \ \mathbf {W} (\mathbf {r} )=\left({\frac {1}{4\pi }}\int {\frac {\mathbf {C} (\mathbf {r'} )}{|\mathbf {r} -\mathbf {r'} |}}{d}\tau '\right),}

  

```

onde {\displaystyle {d}\tau '} é um elemento infinitesimal de volume e {\displaystyle \mathbf {r} } e {\displaystyle \mathbf {r'} } são vetores genéricos no espaço tridimensional.

## Demonstração
Sejam {\displaystyle U(\mathbf {r} )}, {\displaystyle \mathbf {W} (\mathbf {r} )}, {\displaystyle D(\mathbf {r} )} e {\displaystyle \mathbf {C} (\mathbf {r} )}  as funções definidas acima. Nosso primeiro objetivo é mostrar que é possível escrever {\displaystyle \mathbf {F} (\mathbf {r} )=-\nabla U(\mathbf {r} )+\nabla \times \mathbf {W} }, e que se escrito assim, de fato {\displaystyle \nabla \times \mathbf {F} =\mathbf {C} (\mathbf {r} )} e {\displaystyle \nabla \cdot \mathbf {F} =D(\mathbf {r} )}. Em seguida, vamos mostrar que sob as condições {\displaystyle \left(1\right)} e {\displaystyle \left(2\right)}, {\displaystyle \mathbf {F} (\mathbf {r} )} é único para determinados {\displaystyle D(\mathbf {r} )} e {\displaystyle \mathbf {C} (\mathbf {r} )}.

### Existência de U(r) e W(r)
A primeira questão é se {\displaystyle U(\mathbf {r} )} e {\displaystyle \mathbf {W} (\mathbf {r} )} são bem definidos, i.e., se as integrais de {\displaystyle \left(4\right)} convergem. Temos, para {\displaystyle r'/r>>1}:
{\displaystyle \int {\frac {D(\mathbf {r'} )}{|\mathbf {r} -\mathbf {r'} |}}{d}\tau '\simeq \int {\frac {D(\mathbf {r'} )}{r'}}r'^{2}{d}r'=\int D(\mathbf {r'} )r'{d}r'.}
Essa integral converge se, e somente se, {\displaystyle D(\mathbf {r'} )} cair a zero no infinito mais rápido que {\displaystyle 1/r'^{2}}. Essa condição é garantida por {\displaystyle \left(1\right)}. O mesmo argumento se aplica à integral de {\displaystyle \mathbf {W} (\mathbf {r} )}. Logo, {\displaystyle U(\mathbf {r} )} e {\displaystyle \mathbf {W} (\mathbf {r} )} existem.

### Divergência de F(r)
Usando o fato de que o divergente de um rotacional é identicamente nulo, qualquer que seja a função sobre a qual a operação é aplicada, temos:
{\displaystyle \nabla \cdot \mathbf {F} =\nabla \cdot \left(-\nabla U+\nabla \times \mathbf {W} \right)=\nabla \cdot \left(-\nabla U\right)=\nabla ^{2}\left({\frac {-1}{4\pi }}\int {\frac {D(\mathbf {r'} )}{|\mathbf {r} -\mathbf {r'} |}}{d}\tau '\right)}
Como {\displaystyle \nabla ^{2}} é um operador diferencial em relação a {\displaystyle \mathbf {r} } e a integral é em relação a {\displaystyle \mathbf {r'} }, podemos fazer
{\displaystyle \nabla \cdot \mathbf {F} ={\frac {-1}{4\pi }}\int D(\mathbf {r'} )\nabla ^{2}\left({\frac {1}{|\mathbf {r} -\mathbf {r'} |}}\right){d}\tau '={\frac {-1}{4\pi }}\int D(\mathbf {r'} )\left(-4\pi \delta ^{3}(\mathbf {r} -\mathbf {r'} )\right){d}\tau '=\int D(\mathbf {r'} )\delta ^{3}(\mathbf {r} -\mathbf {r'} ){d}\tau '=D(\mathbf {r} ),}
onde usamos a conhecida propriedade da função Delta de Dirac:
{\displaystyle \int \mathbf {f} (\mathbf {r'} )\delta ^{3}(\mathbf {r'} -\mathbf {a} ){d}\tau '=\mathbf {f} (\mathbf {a} )}
Logo, como queríamos demonstrar, {\displaystyle \nabla \cdot \mathbf {F} =D(\mathbf {r} )}

### Rotacional de F(r)
Uma vez que o rotacional de um gradiente é identicamente nulo, qualquer que seja a função sobre a qual o operador atua, e usando a identidade {\displaystyle \nabla \times (\nabla \times )=-\nabla ^{2}+\nabla (\nabla \cdot )}, temos:
{\displaystyle \nabla \times \mathbf {F} =\nabla \times \left(-\nabla U(\mathbf {r} )+\nabla \times \mathbf {W} (\mathbf {r} )\right)=\nabla \times \left(\nabla \times \mathbf {W} \right)=-\nabla ^{2}\mathbf {W} +\nabla (\nabla \cdot \mathbf {W} )}
Como {\displaystyle \nabla ^{2}} é um operador diferencial em relação a {\displaystyle \mathbf {r} } e a integral é em relação a {\displaystyle \mathbf {r'} }, o primeiro termo do lado direito da equação acima fica:
{\displaystyle -\nabla ^{2}\mathbf {W} =-\nabla ^{2}\left({\frac {1}{4\pi }}\int {\frac {\mathbf {C} (\mathbf {r'} )}{|\mathbf {r} -\mathbf {r'} |}}{d}\tau '\right)={\frac {-1}{4\pi }}\int \mathbf {C} (\mathbf {r'} )\nabla ^{2}\left({\frac {1}{|\mathbf {r} -\mathbf {r'} |}}\right){d}\tau '={\frac {-1}{4\pi }}\int \mathbf {C} (\mathbf {r'} )\left(-4\pi \delta ^{3}(\mathbf {r} -\mathbf {r'} )\right){d}\tau '}
{\displaystyle =\int \mathbf {C} (\mathbf {r'} )\delta ^{3}(\mathbf {r} -\mathbf {r'} ){d}\tau '=\mathbf {C} (\mathbf {r} )}
Para calcular o segundo termo vamos usar, adicionalmente, integração por partes de campos vetoriais e o fato de que uma derivada de {\displaystyle {\frac {1}{|\mathbf {r} -\mathbf {r'} |}}} em relação a {\displaystyle \mathbf {r} } difere de uma derivada em relação a {\displaystyle \mathbf {r'} } por um fator {\displaystyle (-1)}:
{\displaystyle \nabla \cdot \mathbf {W} =\nabla \cdot \left({\frac {1}{4\pi }}\int {\frac {\mathbf {C} (\mathbf {r'} )}{|\mathbf {r} -\mathbf {r'} |}}{d}\tau '\right)={\frac {1}{4\pi }}\int \mathbf {C} (\mathbf {r'} )\nabla \cdot \left({\frac {1}{|\mathbf {r} -\mathbf {r'} |}}\right){d}\tau '={\frac {-1}{4\pi }}\int _{V}\mathbf {C} (\mathbf {r'} )\nabla '\cdot \left({\frac {1}{|\mathbf {r} -\mathbf {r'} |}}\right){d}\tau '}
{\displaystyle ={\frac {1}{4\pi }}\left[\int _{V}{\frac {1}{|\mathbf {r} -\mathbf {r'} |}}\nabla '\cdot \mathbf {C} (\mathbf {r'} ){d}\tau '-\oint _{S}{\frac {1}{|\mathbf {r} -\mathbf {r'} |}}\mathbf {C} (\mathbf {r'} )\cdot {d}\mathbf {a} \right]}
Mas, como o divergente de um rotacional é identicamente nulo, {\displaystyle \nabla '\cdot \mathbf {C} (\mathbf {r'} )=0}. Ao mesmo tempo, se escolhermos uma superfície cujos pontos estão todos suficientemente longe da origem, i.e., se fizermos {\displaystyle r'\rightarrow \infty } na integral de superfície da equação acima, teremos
{\displaystyle \oint {\frac {1}{|\mathbf {r} -\mathbf {r'} |}}\mathbf {C} (\mathbf {r'} )\cdot {d}\mathbf {a} \rightarrow \oint {\frac {C(r')}{r'}}r'^{2}{d}r'=\oint C(r')r'{d}r'}
Como as condições {\displaystyle \left(1\right)} garantem que {\displaystyle C(r')} vai a zero mais rápido que {\displaystyle 1/r'^{2}}, o integrando, que é constante ao longo da integração se escolhermos como superfície de integração uma esfera, vai a zero. Logo, a integral de superfície também vai a zero, o que dá
{\displaystyle \nabla \cdot \mathbf {W} =0}
Assim, ficamos com {\displaystyle \nabla \times \mathbf {F} =\mathbf {C} (\mathbf {r} )}, como queríamos demonstrar.

### Unicidade de F(r)
Até agora demonstramos que é possível escrever {\displaystyle \mathbf {F} (\mathbf {r} )} como o rotacional de um campo vetorial menos o gradiente de um campo escalar, como na expressão {\displaystyle \left(3\right)}. Mas será que essa é a única forma de escrever {\displaystyle \mathbf {F} }? Em outras palavras, uma vez determinados o rotacional e o divergente de um campo vetorial {\displaystyle \mathbf {F} }, ele está unicamente fixado por {\displaystyle \left(3\right)}? A princípio, poderíamos adicionar à {\displaystyle \mathbf {F} } um função cujo rotacional e divergente fossem identicamente nulos. Nada mudaria no que foi argumentado até agora, mas certamente {\displaystyle \mathbf {F} } não seria único. Haveria tantas expressões diferentes para {\displaystyle \mathbf {F} } quanto campos com rotacional e divergente nulo existissem. De fato, existem campos com rotacional e divergente nulo, mas nenhum deles consegue satisfazer a condição {\displaystyle \left(2\right)}:
{\displaystyle \lim _{r\to \infty }{\frac {\mathbf {F} (\mathbf {r} )}{1/r}}=\mathbf {0} }.
Ou seja, nenhum campo irrotacional e sem divergência vai a zero no infinito mais rápido que {\displaystyle r}.
Uma estratégia para mostrar formalmente a unicidade de {\displaystyle \mathbf {F} (\mathbf {r} )} é supor que exista uma outra função {\displaystyle \mathbf {F_{2}} (\mathbf {r} )}, com o mesmo divergente e rotacional de {\displaystyle \mathbf {F} (\mathbf {r} )}, e mostrar que {\displaystyle \mathbf {B} =\mathbf {F} -\mathbf {F_{2}} =\mathbf {0} .}
Temos, então: {\displaystyle \nabla \times \mathbf {F_{2}} =\mathbf {C} (\mathbf {r} )} e {\displaystyle \nabla \cdot \mathbf {F_{2}} =D(\mathbf {r} ).} Logo, 
{\displaystyle \nabla \cdot \mathbf {B} =\nabla \cdot (\mathbf {F} -\mathbf {F_{2}} )=D-D=0}.
Da mesma maneira,
{\displaystyle \nabla \times \mathbf {B} =\mathbf {0} }
Pela última equação podemos definir {\displaystyle \mathbf {B} =-\nabla \phi } e, substituindo na penúltima, {\displaystyle \nabla \cdot \mathbf {B} =-\nabla \cdot \nabla \phi =0}
Para duas funções escalares {\displaystyle u} e {\displaystyle v} diferenciáveis, há a identidade {\displaystyle \nabla \cdot (u\nabla v)=u\nabla \cdot \nabla v+(\nabla u)\cdot (\nabla v)}. Utilizando-a no teorema da divergência, obtemos:
{\displaystyle \int _{V}u\nabla \cdot (\nabla v){d}\tau +\int _{V}(\nabla u)\cdot (\nabla v){d}\tau =\int _{V}\nabla \cdot (u\nabla v){d}\tau =\oint _{S}(u\nabla v)\cdot {d}\mathbf {a} }
Se fizermos {\displaystyle u=v=\phi }, ficamos com
{\displaystyle \int _{V}\phi \nabla \cdot (\nabla \phi ){d}\tau +\int _{V}(\nabla \phi )\cdot (\nabla \phi ){d}\tau =\oint _{S}(\phi \nabla \phi )\cdot {d}\mathbf {a} }
A primeira integral é nula, pois {\displaystyle \nabla \cdot \nabla \phi =0.} A integral de área, lado direito da equação, é nula pelas condições {\displaystyle \left(1\right)}. Logo, resta:
{\displaystyle \int _{V}(\nabla \phi )\cdot (\nabla \phi ){d}\tau =0}.
Como a igualdade vale qualquer que seja o volume {\displaystyle V} escolhido, e o produto {\displaystyle (\nabla \phi )\cdot (\nabla \phi )=\mathbf {B} \cdot \mathbf {B} =B^{2}} nunca é negativo, concluímos que {\displaystyle \mathbf {B} =\mathbf {0} .} Desse modo, como queríamos demonstrar:
{\displaystyle \mathbf {B} =\mathbf {F} -\mathbf {F_{2}} =\mathbf {0} .}
E fica provado que, uma vez determinado o rotacional e o divergente de um campo vetorial {\displaystyle \mathbf {F} }, e sob as condições {\displaystyle \left(1\right)} e {\displaystyle \left(2\right)}, este existe e é dado pela expressão {\displaystyle \left(3\right)} de forma única.

## Funções potenciais[4]
O conceito de potencial é útil em muitas situações, em física. O Teorema de Helmholtz tem alguns corolários extremamente importantes.

### Campos vetoriais irrotacionais
Se {\displaystyle \nabla \times \mathbf {F} =0} em todo o espaço, e sabendo que o rotacional do gradiente é identicamente nulo, temos:
{\displaystyle \nabla \times \left(-\nabla U(\mathbf {r} )+\nabla \times \mathbf {W} \right)=\nabla \times \nabla \times \mathbf {W} =0\Rightarrow \mathbf {W} =0}
Logo, o campo vetorial em questão pode ser escrito apenas como o gradiente de um campo escalar: {\displaystyle \mathbf {F} =-\nabla \varphi (\mathbf {r} ).}
Chamamos a função escalar {\displaystyle \varphi (\mathbf {r} )} de potencial escalar.
Pelo teorema de Stokes, {\displaystyle \int _{S}\nabla \times \mathbf {F} \cdot {d}\mathbf {a} =\oint _{C}\mathbf {F} \cdot {d}\mathbf {l} =0.} Logo, uma integral de linha de um campo irrotacional num circuito fechado é identicamente nula. Isso implica qualquer integral de linha que comece e termine no mesmo ponto ser independente do caminho, pois se uma integral começa em {\displaystyle \mathbf {a} } e termina em {\displaystyle \mathbf {b} }, e uma outra integral começa em {\displaystyle \mathbf {b} } e termina em {\displaystyle \mathbf {a} }, a soma das duas dá uma integral de linha num caminho fechado, que é identicamente nula. Logo:
{\displaystyle \int _{\mathbf {a\rightarrow c1} }^{\mathbf {b} }\mathbf {F} \cdot {d}\mathbf {l} +\int _{\mathbf {b\rightarrow c2} }^{\mathbf {a} }\mathbf {F} \cdot {d}\mathbf {l} =\int _{\mathbf {a\rightarrow c1} }^{\mathbf {b} }\mathbf {F} \cdot {d}\mathbf {l} -\int _{\mathbf {a\rightarrow c2} }^{\mathbf {b} }\mathbf {F} \cdot {d}\mathbf {l} =0\Rightarrow \int _{\mathbf {a\rightarrow c1} }^{\mathbf {b} }\mathbf {F} \cdot {d}\mathbf {l} =\int _{\mathbf {b\rightarrow c2} }^{\mathbf {a} }\mathbf {F} \cdot {d}\mathbf {l} }
Ou seja, a integral de linha é independente do caminho.

### Campos vetoriais sem divergência
Se {\displaystyle \nabla \cdot \mathbf {F} =0} em todo o espaço, e sabendo que o divergente do rotacional é identicamente nulo, temos:
{\displaystyle \nabla \cdot \left(-\nabla U+\nabla \times \mathbf {W} \right)=-\nabla \cdot \left(\nabla U\right)=0\Rightarrow \nabla U=0}
Logo, o campo vetorial em questão pode ser escrito apenas como o rotacional de um campo vetorial: {\displaystyle \mathbf {F} =\nabla \times \mathbf {A} (\mathbf {r} )}.
Chamamos a função vetorial {\displaystyle \mathbf {A} (\mathbf {r} )} de potencial vetor.
Pelo teorema da divergência, {\displaystyle \int _{V}\nabla \cdot \mathbf {F} {d}\tau '=\oint _{S}\mathbf {F} \cdot {d}\mathbf {a} =0.} Logo, no fluxo de um campo sem divergência numa superfície fechada é identicamente nulo.
Podemos mostrar, também, que qualquer integral de superfície, cuja superfície de integração esteja apoiada num mesmo contorno C, tem o mesmo valor. Ou seja, uma integral de superfície de um campo sem divergência não depende da superfície, para um dado contorno de apoio.

## Aplicação em eletromagnetismo
A informação de que um campo vetorial está unicamente fixado pelo seu divergente e rotacional é de fundamental importância para a teoria eletromagnética. Toda a informação física relevante dos fenômenos eletromagnéticos é tirada de quatro equações diferenciais, as Equações de Maxwell, que envolvem precisamente o divergente e o rotacional dos campos vetoriais elétrico e magnético. São elas:
{\displaystyle \nabla \cdot \mathbf {E} ={\frac {\rho }{\epsilon _{0}}}} (Lei de Gauss)
{\displaystyle \nabla \times \mathbf {E} =-{\frac {\partial \mathbf {B} }{\partial t}}} (Lei de Faraday-Neumann-Lenz)
{\displaystyle \nabla \cdot \mathbf {B} =0} (Ausência de monopolos magnéticos)
{\displaystyle \nabla \times \mathbf {B} =\mu _{0}\mathbf {J} +\mu _{0}\varepsilon _{0}{\frac {\partial \mathbf {E} }{\partial t}}\ } (Lei de Ampère)
Além disso, o conceito desenvolvido acima de potencial escalar e potencial vetor simplifica a solução de muitos problemas físicos.